# Sovjetiska luftförsvarsstyrkorna
Sovjetiska luftförsvarsstyrkorna (ryska: Войска противовоздушной обороны страны) även kallat Vojska PVO, PVO Strany eller bara PVO var en försvarsgren inom Sovjetunionens väpnade styrkor med uppgift att försvara luftrummet över Sovjetunionen. Som egen försvarsgren var den självständig från Sovjetiska flygvapnet (VVS) från 1954 fram till sammanslagningen 1998.

## Chefer för Sovjetiska luftförsvarsstyrkorna
- Leonid Govorov (1954–1955)
- Sergei Birjuzov (1955–1962)
- Vladimir Sudets (1962–1966)
- Pavel Batitskij (1966–1978)
- Alexandr Koldunov (1978–1987)
- Ivan Тretjak (1987–1991)
- Viktor Prudnikov (1991–1997)
- Viktor Sinitsin (1997–1998)